# 赵岩泉
赵岩泉（1977年3月—），河北大名人，汉族，中国共产党党员。中华人民共和国政治人物、第十三届全国人民代表大会解放军和武警部队代表。

## 生平
赵岩泉曾历任合肥号导弹驱逐舰舰长、岳阳号导弹护卫舰舰长。2018年，他被选为解放军和武警部队出席第十三届全国人民代表大会代表。